# Та сторона, де вітер
«Та сторона, де вітер» — радянський двосерійний телефільм, знятий режисером Ваграмом Кеворковим в 1979 році на замовлення Головної редакції програм для дітей та юнацтва Центрального телебачення СРСР за однойменною повістю Владислава Крапівіна. Перша серія: «Серпень — місяць вітрів», «Кондор і Фрегат». Друга серія: «Перо фламінго», «Люди з фрегата „Африка“».

## Сюжет
За однойменною повістю В. Крапівіна. Генка Звягін знайомиться зі сліпим хлопчиком Владиком. Ця зустріч стає багато в чому поворотною в долі обох. Також перед очима глядачів проходять історії життя й інших хлопців, часто повчальні і трагічні… Зйомки цієї картини проходили в Підмосков'ї, в околицях озера Сенеж, поруч з містом Солнєчногорськом. Про те, як знімався цей фільм, В. Крапівін написав в повісті «Заєць Митька».

## У ролях
- Олексій Мєлєхов —  Генка Звягін
- Віктор Березін —  Владик
- Денис Скудар —  Ілька
- Ілля Тихонов —  Яшка
- Павлик Крапівін —  Шурик Черемховський
- Андрій Гарань —  Антон Калинов
- Ігор Ніколайчик —  Юрик
- В'ячеслав Кузуб —  Валерка
- Олена Кононенко —  бабуся Генки
- Лідія Говорухіна —  мати Генки
- Вікторія Духіна —  Галина Миколаївна, вчителька Яшки
- Анатолій Серенко —  дядя Володя
- Афанасій Тришкин —  Іван Сергійович
- Лариса Блінова —  Тамара Василівна
- Анна Демидович —  Віра Генріхівна, вчителька англійської мови
- Парасковія Рибникова —  господиня саду
- Майя Булгакова —  мати Яшки
- Микита Астахов —  батько Генки

## Знімальна група
- Автор сценарію —  Владислав Крапівін
- Режисер-постановник —  Ваграм Кеворков
- Оператор-постановник — І. Ігнатов
- Художник-постановник — І. Зеленський
- Оператори — Р. Кінтана, В. Титов
- Художник по костюмах — В. Синельщикова
- Костюмер — З. Винокурова
- Звукорежисер — М. Карпінська
- Асистент режисера — О. Мошарова
- Головний адміністратор — С. Ашурова
- Звукооператор — А. Чумаков
- Редактор — І. Лаврова
- Світло — К. Алямов, С. Волокітін
- Пісні на вірші — Владислава Крапівіна
- Музика —  Андрія Кеворкова